# جنگل‌های سوئد

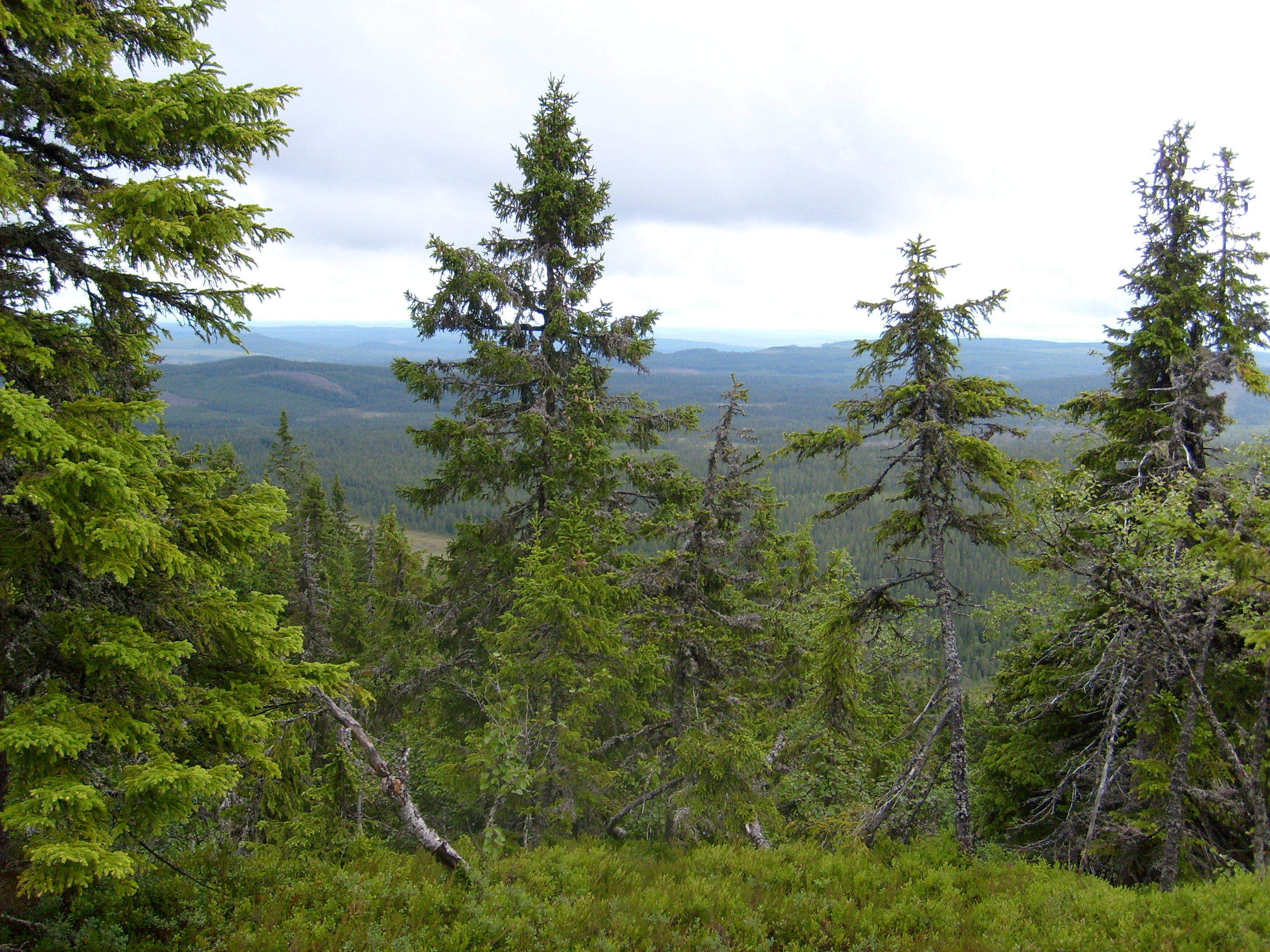
جنگلی در دالارنا.

۵۳٫۱٪ از مساحت کشور سوئد را جنگل پوشانده است.

## فهرست جنگهای سوئد
- کولماردن
- تیودن
- تیلوسکوگ
- نورلاند
- کیلزبرگن
- جنگل اد